# 61
| 61                 |
| ------------------ |
| Dødsfald - Fødsler |
|                    |

| Gregoriansk kalender | 61 LXI                  |
| Ab urbe condita      | 814                     |
| Armensk kalender     | I/T                     |
| Kinesiske kalender   | 2757 – 2758 庚申 – 辛酉 |
| Etiopisk kalender    | 53 – 54                 |
| Jødisk kalender      | 3821 – 3822             |
| Hindukalendere       |                         |
| - Vikram Samvat      | 116 – 117               |
| - Shaka Samvat       | N/A                     |
| - Kali Yuga          | 3162 – 3163             |
| Iransk kalender      | 561 BP – 560 BP         |
| Islamisk kalender    | 579 BH – 578 BH         |

Se også 61 (tal)

## Begivenheder
- Under ledelse af dronning Boudicca rejser flere keltiske folk sig til oprør mod den romerske besættelse af Britannien. Oprøret knuses blodigt af guvernør Gaius Suetonius Paulinus.